# Golf de Falnuée
 (décembre 2009).
Si vous disposez d'ouvrages ou d'articles de référence ou si vous connaissez des sites web de qualité traitant du thème abordé ici, merci de compléter l'article en donnant les références utiles à sa vérifiabilité et en les liant à la section « Notes et références ».
Le Golf de Falnuée est un parcours de golf situé à Mazy (proche de Gembloux), au confluent de l'Orneau et de la Ligne, dans la Province de Namur (Belgique). Le parcours a donné une nouvelle vie à l'ancien Château-ferme de Falnuée.
Le parcours, constitué de 3 boucles, rassemble les difficultés souhaitées par les golfeurs de tous niveaux. Les deux rivières, les carrières, les bosquets d’aubépines agrémentent les 18 trous qui forment un Par 72 d’une grande diversité.
Le Golf de Falnuée est situé au cœur d’une région d’un grand intérêt historique : à deux pas le Château de Mielmont, le Château de Corroy-le-Château, l'Abbaye de Gembloux et aussi la Grotte de Spy.
Il reçut la note de 14/20 dans l'edition 2008/2009 du Peugeot Golf Guide.

## Création du golf
En mars 1987, la famille Jottrand créait une société coopérative qui rachetait le Château-Ferme en piteux état et 50 hectares de terrain situés dans les vallées de l’Orneau et de la Ligne. Un permis de bâtir fut introduit pour la construction d’un golf. Celui-ci reçut l’approbation de la commune en août, date des premiers coups de pelle mécanique pour construire le putting green et les greens du pitch & putt.
Cinq cents parts furent mises en vente comme droit d’entrée dès le mois de septembre. Chaque part constituait un apport pour la construction des installations. Une petite équipe travaillait à la construction du terrain lorsque les conditions atmosphériques le permettaient et dans les bâtiments pendant les intempéries.
Durant l’hiver, les premiers membres tapaient des balles sur le practice gratuitement, … à condition de les ramasser. 100 membres avaient rejoint le club après le premier hiver. En avril sortait le premier info-club, organe d’information des golfeurs de Falnuée qui prit une périodicité trimestrielle. Au printemps 88, un club house fut aménagé dans le corps de logis de la Ferme (actuellement le pro-shop). Des compétitions d’approche sur le practice puis sur le pitch & putt virent le jour dès juin 88. Ce n’était qu’un prétexte pour se rencontrer et sympathiser.
Les 4 premiers trous du parcours furent joués dès l’automne et les 5 suivants furent ouverts au milieu de l’année suivante. Le 15 mars 89, le Golf de Falnuée devenait le trentième membre effectif de la Fédération royale belge de golf.
Sept nouveaux trous furent accessibles dans le courant de l’année 90 qui vit l’activité sportive prendre son rythme de croisière. De gros travaux de dessouchage et de dépierrage furent entrepris pour terminer les deux derniers trous situés dans les bois.
Les travaux de restauration du club-house définitif entrèrent dans une phase décisive. 1991 vit l’aboutissement du projet avec l’ouverture des 18 trous (PAR 71) et l’inauguration du club house remarquablement restauré.
L’activité sportive fut couronnée en 1993 par un titre de Champion lors des Coupes de Belgique IV.
Cette même année, le Golf de Falnuée organisa la première édition d’un compétition devenue depuis un grand classique de la saison golfique belge: le Belgian Masters, le championnat des champions et championnes des clubs belges.
Un nouveau par 4 (le 11) fut créé en 2003, puis les trous 10 et 12 modifiés pour finalement obtenir un PAR 72, à la suite de l’abandon du par 3 no 17. Depuis lors, la configuration du parcours n'a pas changé.
Depuis de nombreuses années, l'idée d'aménager un hôtel dans la grande grange du Château-Ferme était dans l'air. Le gros œuvre avait déjà été réalisé lors de la restauration de la toiture de ce bâtiment. Les travaux de finition, commencés durant l'hiver 2007, se termineront au printemps 2009 par l'ouverture de 10 chambres. Le club-house sera également transformé en mai, avec un nouveau bar des installations plus performantes.